# Salvador Mariscal
Salvador Mariscal (Torreón, Coahuila; 22 de abril de 2003) es un futbolista mexicano que juega como pivote y su equipo actual es el Club Santos Laguna de la Primera División de México.
Es hijo del exfubolista Salvador Mariscal.

## Inicios

### Club Santos Laguna
Surgido de la cantera de Santos Laguna desde 2016, debutó en el Torneo Clausura 2023 en el partido correspondiente a la Jornada 2 frente a los Pumas UNAM.